# Макнот, Грэм
Грэм Макнот (англ. Graeme McNaught; род. 1959, Мотеруэлл) — британский пианист.

## Биография
Окончил Королевскую Шотландскую академию музыки и драмы, затем учился в Мюнхене у Альфонса Контарского, в Зальцбурге Ханса Лейграфа и в Лондоне у Марии Курчо. В 1986 г. стал победителем I Шотландского международного конкурса пианистов и лауреатом 3-й премии Международного конкурса пианистов им. Алессандро Касагранде (Италия).
География его гастролей включает Великобританию, Центральную Европу и Дальний Восток. Выступает в качестве солиста и в ансамбле с такими артистами, как Руджеро Риччи, Линн Харрелл, Шейла Армстронг, Кристин Кэрнс, Джейн Ирвин и Уиллард Уайт, а также с ансамблем Paragon, ансамблем Mr McFall’s Chamber и Шотландским камерным оркестром.
С 1990 г. преподаёт фортепиано в Королевской Шотландской академии музыки и драмы. Концерты из произведений Шопена и Шумана в Глазго, выступления со всеми шотландскими оркестрами сделали его одним из ведущих музыкантов страны. Участвовал в фестивалях в Эдинбурге, Хаддерсфилде и Бергене, в радиопередачах.
Участвовал в лондонском концерте к 75-летию Руджеро Риччи (издана концертная запись).
С 1990-х гг. выступает также как художник.
Сын — Джеймс Александр.